# Ellis Lane Johnson
Ellis Lane Johnson (Athens, Geórgia, 26 de julho de 1938) é um informático e matemático (pesquisa operacional) estadunidense.

## Formação e carreira
Estudou no Instituto de Tecnologia da Geórgia, onde obteve o bacharelado em 1960, obtendo o mestrado em 1962 na Universidade da Califórnia em Berkeley, onde obteve um doutorado em 1965, orientado por George Dantzig, com a tese Network Flows, Graphs and Integer Programming.
De 1964 a 1968 foi professor assistente de administração de empresas na Universidade Yale. Depois de um ano sabático no Instituto Federal de Tecnologia de Zurique voltou a pesquisar. A partir de 1968 esteve no Thomas J. Watson Research Center da IBM, onde permaneceu até 1993. Foi para o Instituto de Tecnologia da Geórgia, onde montou com George Nemhauser um Centro de Otimização. É membro da Academia Nacional de Engenharia dos Estados Unidos

## Prêmios e condecorações
- 1983: Prêmio Frederick W. Lanchester[3]
- 1985: Prêmio George B. Dantzig
- 2000: Prêmio Teoria John von Neumann